# Lágrimas del sol
Lágrimas del sol (título original en inglés Tears of the Sun) es una película bélica estadounidense y nigeriana de 2003 dirigida por Antoine Fuqua que cuenta una misión de rescate emprendida por un equipo SEAL (Fuerza militar para misiones especiales que operan en mar, aire y tierra -''Navy Sea, Air and Land''- que se rigen bajo el lema de: «The only easy day was yesterday», el único día fácil fue ayer) de la armada estadounidense en medio de una guerra civil en Nigeria. El teniente A. K. Waters (Bruce Willis) comanda al equipo enviado para rescatar a unos ciudadanos estadounidenses y a la Dr. Lena Fiore Kendricks (Monica Bellucci) de la guerra civil que avanza hacia su hospital.
Willis produjo Lágrimas del sol a través de Cheyenne Enterprises, su compañía de producción, y el título se tomó de un subtítulo anterior para Live Free or Die Hard, la cuarta película de la saga Die Hard.

## Argumento
El teniente A. K. Waters(Bruce Willis) y su escuadrón de Navy SEALs están en una misión en Nigeria, ya que dentro del país estalló un golpe de Estado y una guerra civil iniciada por un grupo militar separatista y extremadamente cruel contrario al gobierno anterior y la población en general. Por ese motivo el grupo de SEALs es enviado a Nigeria por el capitán de navío Bill Rhodes para sacar de allí a una "persona importante" denominada el paquete, la Dra. Lena Fiore Kendricks, que adquirió la nacionalidad estadounidense al casarse con el médico que lideraba la misión médica y humanitaria en Nigeria mantenida allí para ayudar a unos refugiados.
Al principio todo va según lo previsto. Waters le dice a la Dra. Kendricks que la aproximación de los soldados rebeldes va a provocar el cierre de su hospital y de la misión, y que las órdenes del equipo son extraer al personal estadounidense. Pero Kendricks se niega a irse sin sus pacientes. Waters llama al capitán Rhodes para discutir las opciones; después de su conversación, corta y ambigua, decide tomar en cuenta la opinión de la Dra. Kendricks y se llevan con ellos solo a los refugiados que son capaces de caminar. Comenzando así una caminata de 12 kilómetros, mientras el sacerdote y las monjas de la misión se quedan para cuidar de los heridos. El equipo y los refugiados salen del hospital después del amanecer.
Al caer la noche se toman un breve descanso. La guerrilla rebelde se acerca rápidamente a su posición y Waters mata sigilosamente a un rebelde rezagado, ya que este había escuchado el llanto de una de los niños que llevaban como refugiados. La Dra. Kendricks advierte a Waters que los rebeldes van hacia la misión, pero él está decidido a cumplir sus órdenes, y continúan hasta el punto de extracción. Cuando llegan, el plan inicial de Waters se aclara: Los SEALs de repente alejan a los refugiados del helicóptero que espera, Waters obliga a la Dra. Kendricks a entrar en el helicóptero Black Hawk, dejando a los refugiados atrapados en la selva sin protección. En ruta hacía el portaviones, sobrevuelan el lugar de la misión original, viéndolo destruido y a todos sus ocupantes asesinados como había predicho la doctora. Arrepentido, Waters ordena al piloto regresar donde dejaron a los refugiados. Luego ordena cargar en el helicóptero a todos los refugiados que no pueden valerse por sí mismos y decide acompañar a los que han quedado en el suelo llevándolos por la selva hacia la frontera con Camerún.
Durante la caminata hacia la frontera, mediante imágenes tomadas por satélite descubren que los comandos rebeldes dirigidos por un cruel y fiero coronel Terwase (Peter Mensah) están siguiéndolos como guiados de alguna manera. A medida que escapan y evaden los rebeldes, el equipo entra en un pueblo lacustre cuyos habitantes están siendo violados, torturados y masacrados por soldados rebeldes. Consciente de tener la oportunidad de detenerlos, Waters ordena al equipo eliminar a los rebeldes. La tarea se ejecuta con un frío profesionalismo. Luego de esto, el equipo se ve afectado emocionalmente por las atrocidades que los rebeldes han cometido contra los habitantes del pueblo.
De nuevo en ruta, Slo (Nick Chinlund) determina que un refugiado está transmitiendo alguna señal que permite a los rebeldes localizarlos. La búsqueda del aparato revela la presencia de Arthur Azuka (Sammi Rotibi), hijo sobreviviente del presidente depuesto Samuel Azuka, y entonces comprenden que él es la razón por la que los rebeldes están tras ellos. Samuel Azuka no sólo era el presidente del país, sino también el rey tribal igbo. Como único miembro superviviente de esta línea de sangre real, Arthur es la única persona legítima para reclamar la dirección de Nigeria. Gideon (Jimmy Jean-Louis), un refugiado que había llegado recientemente a la misión en la que trabajaba la Dra. Kendricks hecha a correr, pero es derribado de un disparo, y cuando los SEALs lo revisan encuentran el transmisor. Waters está enojado con la Dra. Kendricks, porque ella supo de Arthur Azuka todo el tiempo, sin embargo, nunca le informó nada ya que no confiaba en Waters.
El equipo decide continuar escoltando a los refugiados a Camerún sin importar el costo. Un tiroteo se produce en la mañana cuando rebeldes y SEALs deciden quedarse como retaguardia para darle a los refugiados tiempo suficiente para llegar a la frontera de manera segura. Zee (Eamonn Walker) llama al portaaviones USS Harry S. Truman (CVN-75) para conseguir apoyo aéreo y dos cazas F/A-18 se dirigen al lugar de batalla para atacar. Los rebeldes matan en combate de guerrillas a Slo, Flea, Lake, y Silk. Waters; en tanto, Red (Cole Hauser), Zee y Doc (Paul Francis) están heridos, pero guían a los pilotos de combate con bombas de humo. Arthur y la Dra. Kendricks se apresuran a llegar a la puerta fronteriza de Camerún cuando oyen que los aviones de combate se acercan y bombardean con Napalm la zona, exterminando las fuerzas rebeldes.
Waters, Zee, Doc y Red se levantan de la hierba tras ver a los helicópteros de la marina estadounidense. Aterrizan en Camerún, frente a la puerta de la valla fronteriza de Nigeria. El capitán Rhodes llega y ordena abrir la puerta, dejando entrar los SEALs y los refugiados. Un plano muestra a los marines escoltar a los SEALs hacia los helicópteros. El capitán Rhodes promete a Waters que va a recuperar los cuerpos de sus hombres caídos. La Dra. Kendricks y los refugiados les agradecen y dicen adiós a los amigos y se va volando en el mismo helicóptero con un herido y reconocido Waters.
El final muestra a los refugiados que reconocen a Arthur Azuka como jefe de la tribu y portador de los sueños democráticos de su padre para Nigeria. Él levanta su brazo exclamando "¡Libertad!", un grito que todos celebran a su alrededor. 
Una cita de Edmund Burke —«Lo único necesario para el triunfo del mal es que los hombres buenos no hagan nada»— sirve como epílogo de la película.

## Reparto
- Bruce Willis como el Teniente A. K. Waters. Líder del equipo SEAL.
- Monica Bellucci como la Dra. Lena Kendricks. Médico civil/cooperante.
- Cole Hauser como James "Red" Atkins. Primer artillero del equipo SEAL.
- Eamonn Walker como Ellis "Zee" Pettigrew. Oficial de comunicaciones del equipo SEAL.
- Johnny Messner como Kelly Lake. Miembro del equipo SEAL.
- Nick Chinlund como Michael "Slo" Slowenski. Segundo artillero del equipo SEAL.
- Charles Ingram como Demetrius "Silk" Owens. Tirador de precisión del equipo SEAL.
- Paul Francis como Danny "Doc" Kelley. Enfermero del equipo SEAL.
- Chad Smith como Jason "Flea" Mabry. Tirador selecto del equipo SEAL.
- Tom Skerritt como el Capitán de navío Bill Rhodes. Jefe del teniente Walters y capitán del USS Harry S. Truman
- Malick Bowens como el Coronel Idris Sadick.
- Akosua Busia como Patience.
- Sammi Rotibi como Arthur Azuka.
- Peter Mensah como Terwase.
- Jimmy Jean-Louis como Gideon.
- Peter Mensah como el coronel rebelde Terwase.

El reparto de Lágrimas del sol incluyó también a varios auténticos refugiados que viven en los Estados Unidos.

## Producción
Originalmente el proyecto nació como empeño para hacer la tercera secuela de La jungla de cristal (1988). Sin embargo acabó finalmente en convertirse en un filme con identidad propia.
Los actores en la película, que representaron a los SEALs, se sometieron a un entrenamiento de dos semanas, y durante el rodaje, para mejorar la interacción, tuvieron que llamarse entre ellos por el nombre del personaje que interpretaban, incluso fuera de las cámaras, para mejorar la interacción entre ellos. Cabe destacar que la cinta fue la primera fotografiada en el portaaviones nuclear USS Harry S. Truman (CVN-75). También es importante mencionar que los helicópteros Seahawk de la película son de los "Easy Riders" del Cuerpo de Marines con base en Oahu, Hawái. Finalmente los aviones de combate Hornet F/A-18A son del escuadrón VFA-204 "Río Rattlers". VFA-204 es una unidad de reserva de la Marina en la Base Aérea Naval de Nueva Orleans.
La obra cinematoráfica fue tocada por la mala suerte cuando el actor Kevin Tod Smith, elegido como uno de los SEALs, murió accidentalmente durante su visita a una película ambientada en China. Eso ocurrió el 6 de febrero de 2002, a la espera de un coche para regresar a su hotel, después de terminar su trabajo en Warriors of Virtue. The Return to Tao. Smith decidió entonces caminar sobre el plató de cine, se subió a una torre puntal en un conjunto de otra película, perdió el equilibrio y se cayó. Quedó por ello gravemente herido en la cabeza y fue llevado después a un hospital en Pekín donde entró en coma. Estuvo en terapia intensiva durante diez días, hasta que se le desconectó. Sin recuperar la consciencia, Smith murió el 15 de febrero de 2002.

## Valoración histórica
A pesar de no ser una película histórica, no está basada en hechos reales. Sin embargo, la película es muy fiel en lo referente a la situación poblacional de Nigeria durante la Guerra Civil. 

Vemos muchas semejanzas entre los bandos de la película y la vida real. De ese modo nos encontramos a los igbos, cristianos del sudeste; los hausa-fulani, de religión musulmana situados en el norte; y los yorubas, de religión cristiana o musulmana situados en el sudoeste. Nigeria, al albergar cerca de 250 etnias, se encuentra en una situación compleja, pues los conflictos entre las mismas se encuentran en todo el país. Podemos decir que la película es muy fiel, no solo en lo referente a la situación de la población, también en los modos de actuación militar y las motivaciones del conflicto, principalmente religiosas.
- Archivo:Las actuaciones de los actores como Seals, así como los comandos rebeldes son muy convincentes usando técnicas de combate de guerrilla muy bien reproducidas.

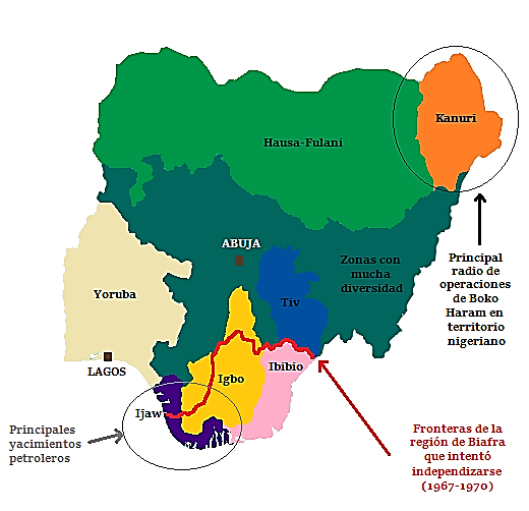

En lo referente al contexto de la película, como ya se ha mencionado no está basada en hechos reales. Sin embargo, podríamos situarnos dentro del contexto del golpe de Estado de Nigeria de 1960. Este fue un golpe militar por parte de las Fuerzas Armadas del país, situando en el poder a Yakubu Gowon. Como consecuencia se dará un contragolpe en 1966, que remplazará a Yakubu por Murtala Mohammed.

## Recepción
Lágrimas del sol recibió críticas mixtas a negativas; los sitios web de reseñas como Rotten Tomatoes y Metacritic le dieron un promedio de notas de revisión favorable de 33% y 45%, respectivamente. Roger Ebert, sin embargo, le dio a la película tres estrellas sobre cuatro y dijo: «Tears of the Sun es un cine construido a partir de la lluvia, la cinematografía y el rostro de Bruce Willis. Estos materiales son suficientes para construir una película casi tan buena como si hubiera habido un mejor guion».